# Fernando Delgado
Fernando Martínez Delgado (né le 28 juin 1930 à Porcuna, Jaén - mort le 15 juin 2009 à Madrid) est un acteur espagnol.

## Biographie
Fils des acteurs Luis Martínez Tovar (es) et Julia Delgado Caro (es), Fernando Delgado grimpe sur les planches dès l'âge de six ans, dans l'oeuvre Numancia du Théâtre de la Zarzuela de Madrid. Son talent théâtral se manifeste au cours des années suivantes et il participe à la pièce Historia de una escalera (es) d'Antonio Buero Vallejo en 1949.
Autres œuvres importantes dans lesquelles il a participé ils ont été Le prix, L'homme complaciente, Les vendredis amour, Une journée particulière, Caimán, Veillée en Benicarló, Les mots dans le sable (1949), Le grand minué (1950), Mesure par mesure (1955), La décente (1967), L'amant complaciente (1969), de Graham Greene, Les comuneros (1974), d'Ana Diosdado, Les japonais n'attendent pas (1979), de Ricardo Talesnik, Caimán (1981), d'Antonio Buero Vallejo, L'album familier (1982), de José Luis Alonso de Santos, Antigone, de Sophocle (1983), La cordonnière prodigieuse (1985), de Federico García Lorca, Le jardin des cerezos (1986), de Chéjov, ou Fais-moi de la nuit un conte (1991), de Jorge Márquez.

### Théâtre
- Los viernes amor
- Una jornada particular
- Velada en Benicarló (1949)
- Historia de una escalera, de Antonio Buero Vallejo
- Las palabras en la arena (1949), de Antonio Buero Vallejo
- El gran minué (1950),
- La fierecilla domada (1954) de William Shakespeare[1]
- Medida por medida (1955), de Shakespeare
- ¿De acuerdo, Susana? (1956), de Carlos Llopis
- Un matrimonio inmoral (1957), de Gerardo Rivas
- La venganza de Don Mendo (1959), de Pedro Muñoz Seca
- La tía de Carlos (1959), de Brandon Thomas
- Cena de matrimonios (1959), de Alfonso Paso
- El gato y el canario (1960), de John Willard[2].
- Angelina o el honor de un brigadier (1962), de Jardiel Poncela
- La malcasada (1962), de Lope de Vega
- Niebla en el bigote (1962), de Jorge Llopis
- La decente (1967),
- Mañana te lo diré (1968), de James Saunders
- Crimen perfecto (1968), de Frederick Knott
- Micaela (1969), de Joaquín Calvo Sotelo[3]
- El amante complaciente (1969), de Graham Greene
- Un delicado equilibrio (1969), de Edward Albee
- El precio (1970), de Arthur Miller
- La maleta (1971), de Julio Mauricio
- A dos barajas (1972), de José Luis Martín Descalzo
- Tal como son (1974),
- El jardín de los cerezos d'Anton Tchekhov
- Los comuneros (1974), de Ana Diosdado
- Los japoneses no esperan (1979), de Ricardo Talesnik[4]
- El cero transparente (1980), de Alfonso Vallejo
- Caimán (1981), de Antonio Buero Vallejo
- El álbum familiar (1982), de José Luis Alonso de Santos
- Antígona de Sófocles (1983),
- La zapatera prodigiosa (1985), de Federico García Lorca
- Materia reservada (1988), de Hugh Whitemore
- Eloísa está debajo de un almendro (1991) de Enrique Jardiel Poncela[5]
- Hazme de la noche un cuento (1991), de Jorge Márquez[6]
- Traidor, inconfeso y mártir (1993), de José Zorrilla[7]
- Don Juan Tenorio (1993), de José Zorrilla
- La opinión de Amy (1998), de David Hare
- Copenhague (2003), de Michael Frayn[8]
- Ninette y un señor de Murcia (2003), de Miguel Mihura

## Filmographie
- Hostal Royal Manzanares (1998)
- Colegio mayor 
  - La boda (1996)
- ¡Ay, Señor, Señor!
  - ¡Aire puro! (1995)
- Brigada central
  - Flores 'El Gitano (1989)
- Voz humana, La
  - El canto del cisne (1987)
- Media naranja
  - El novio de mamá (1986)
- El baile (1985)
- El jardín de Venus
  - Salvada (1983)
  - Imprudencia (1983)
  - Condecorado (1983)
- Anillos de oro
  - A corazón abierto (1983)
- Quinto jinete, El
  - Los dados (1975)
- Teatro, El
  - El proceso de Mary Dugan (1974)
- Noche de teatro
  - El abogado del diablo (1974)
- Juan y Manuela
- Buenas noches, señores
  - Esta vida difícil (1972)
- Teatro breve
  - El prestamista de tiempo (1971)
  - Fragmento de la vida de Mr. Thompson (1971)
  - Los ladrones (1971)
  - La difunta (1980)
  - La última vedette (1981) - Esteban
  - El anuncio (1981) - López
  - Las grandes batallas navales (1981)
- Visto para sentencia (1971)
- Estudio 1
  - La rosa de los vientos (1965)
  - El perro del hortelano (1966)
  - Las manos son inocentes (1966)
  - Los árboles mueren de pie (1966)
  - Tres sombreros de copa (1966)
  - La cigüeña dijo sí (1966)
  - Las siete vidas del gato (1967)
  - El baúl de los disfraces (1967)
  - Un hombre duerme (1967)
  - Vela de armas (1967)
  - La loca de la casa (1967)
  - Mesas separadas (1967)
  - La librería del sol (1968)
  - Mi marido no me entiende (1968)
  - El caso del señor vestido de violeta (1969)
  - El acorazado Valiant (1969)
  - Angelina o el honor de un brigadier (1969)
  - Cándida (1970)
  - El glorioso soltero (1970)
  - El que recibe las bofetadas (1971)
  - Tengo un millón (1971)
  - El otro (1971)
  - Celos del aire (1971)
  - Dulce hombre (1972)
  - El chalet de Madame Renard (1972)
  - Felicidad conyugal (1972)
  - La venda en los ojos (1972)
  - Juego de niños (1972)
  - Veinte añitos (1972)
  - La vida privada de mamá (1972)
  - Doce hombres sin piedad (1973)
  - Las brujas de Salem (1973)
  - Al César lo que es del César (1973)
  - El bebé (1973)
  - El motín del Caine (1974)
  - El precio (1974)
  - Robo en el Vaticano (1975)
  - La decente (1976) - Miranda
  - Réquiem por una mujer (1977)
  - La bella Dorotea (1981)
  - La muchacha sin retorno (1981)
  - La de San Quintín (1983)
- Teatro de misterio
  - Mejor muerto (1970)
  - Culpables (1970)
- Risa española, La
  - El orgullo de Albacete (1969)
  - Un drama en el quinto pino (1969)
- Pequeño estudio
  - Un hombre irremediable (1968)
  - En una noche así (1968)
  - Noche cerrada (1968)
  - Un mal negocio (1969)
  - Deja tu esperanza en el balcón (1970)
- Hora Once
  - Auto de fe (1968)
  - El sueño de Makar (1971)
- Pequeña comedia, La
  - Claveles en la oficina (1968)
- Teatro de siempre
  - La losa de los sueños (1968)
  - Arlequinada (1968)
  - El rey se muere (1968)
  - Juno y el pavo real (1968)
  - Un marido de ida y vuelta (1969)
  - Casa de muñecas (1971)
  - Mademoiselle de Lowenzorn (1971)
  - Los empeños de una casa (1972)
- Historias naturales
  - Un barbazul afeitado (1967)
  - Jugar con electricidad (1967)
- Tercer rombo, El
  - Llegar a la cumbre (1966)
- Encuentros, Los
  - De lo soñado a lo vivo (1966)
  - Luz de bengala (1966)
- Historias para no dormir
  - El muñeco (1966)
- Dos en la ciudad
  - 22 octobre 1965
- Tras la puerta cerrada
  - La mujer fantasma (1965)
- Gran teatro
  - No habrá guerra de Troya (1964)
  - El amor de los cuatro coroneles (1964)
- Historias de mi barrio
  - La mesa y las rosas (1964)
  - El psiquiatra (1964)
  - El sereno somnoliento (1964)
  - La ventana y la guerra (1964)
  - Historias de mi barrio (1964)
  - El piso (1964)
  - La niña Luz (1964)
  - Las vacaciones de Luzbelito (1964)
  - La Miss (1964)
  - Las oposiciones (1964)
  - Sor Alegría (1964)
- Estudio 3
  - Ejemplo del doncel ingrato (1963)
- Sospecha
  - Bank City: Lunes (1963)
- Teatro de familia
  - Detrás de la luna (1963)
  - Diálogos de Nochevieja (1963)
  - Cubierto, 15 pesetas (1964)
- Novela
  - El amor lleva gafas de sol (1963)
  - Los cinco invitados (1964)
  - La alegría del Capitán Ribot (1965)
  - La novia vacía (1965)
  - Sobra uno (1966)
  - La sombra del arpa (1967)
  - El ladrón enamorado (1967)
  - Zorrilla (1969)
  - Coro de ángeles (1971)
  - El casamiento (1971)
  - Ana Karenina (1975)
  - Abel Sánchez (1977)
- Primera fila
  - Esta noche es la víspera (1963)
  - La pradera de San Isidro (1963)
  - Malvaloca (1963)
  - Me casé con un ángel (1963)
  - La señorita de Trevélez (1963)
  - Tío Vania (1963)
  - Sublime decisión (1963)
  - El árbol de los Linden (1963)
  - Las flores (1963)
  - Arsénico y encaje antiguo (1964)
  - La casa de la noche (1964)
  - Casa con dos puertas es mala de cerrar (1964)
  - Eva sin manzana (1964)
  - La venganza de Don Mendo (1964)
  - Una noche de primavera sin sueño (1964)
  - La bella desconocida (1964)
  - Aliento (1964)
  - Suspenso en amor (1965)
  - Invitación al castillo (1965)
  - Corrupción en el Palacio de Justicia (1965)
  - Una muchachita de Valladolid (1965)
  - Ninotchka (1965)
  - El milagro en la Plaza del Progreso (1965)
  - El baile de los ladrones (1965)
  - El caso de la mujer asesinadita (1965)